# Misato, Shimane
Misato (japanska: 美郷町?, Misato-chō) är en landskommun (köping) i Shimane prefektur i Japan. Kommunen bildades 2004 genom en sammanslagning av kommunerna Daiwa och Ōchi. 